# Макунин, Анатолий Иванович
Анатолий Иванович Макунин (1931, город Галич, теперь Костромской области, Российская Федерация — 1995). — советский военный деятель, генерал-лейтенант (1985), начальник Политуправления Московского военного округа. Депутат Верховного Совета УССР 11-го созыва.

## Биография
С 1949 года служил в Советской армии.
Член КПСС с 1954 года.
Окончил Ленинградский государственный университет имени Жданова и Военно-политическую академию имени Ленина.
Долгое время был на военно-политической работе в Ленинградском и Уральском военных округах.
В 1984 — 1987 г. — член Военного Совета — начальник Политического управления Южной группы войск.
В июне 1987 — апреле 1991 г. — член Военного Совета — начальник Политического управления Краснознаменного Московского военного округа.
1990 - делегат XXVIII съезда КПСС
Затем — в отставке.

## Звания
- генерал-майор
- генерал-лейтенант

## Награды
- ордена
- медали